# Spiel ohne Grenzen 1970
Bei der 6. Ausgabe von Spiel ohne Grenzen kam Frankreich, das im Jahr davor pausiert hatte, wieder dazu. Als neues Team starteten die Niederlande bei Spiel ohne Grenzen, so dass insgesamt 7 Mannschaften dabei waren.

## 1. RundeComo, Italien
| Platz | Land | Stadt         | Punkte | Bemerkung |
| ----- | ---- | ------------- | ------ | --- |
| 1     | I    | Como          | 40     | Die erste Runde wurde am 9. Juni 1970 in Como gespielt. Spielort war die Villa Olmo. Das Thema waren Spiele im Garten. Vor dem letzten Spiel führte die deutsche Mannschaft aus Kelheim mit 36 Punkten vor der Mannschaft aus den Niederlanden. Dank dem Joker und der besten Zeit überholte Como beide Mannschaften, obwohl sie 10 Punkte hinter den Deutschen waren. Kelheim holte als Letzter nur einen Punkt. Kelheim hat sich, in der deutschen Ausscheidung am 25. Mai 1970, daheim gegen Neuötting mit 18:8 durchgesetzt. |
| 2     | D    | Kelheim       | 37     | Die erste Runde wurde am 9. Juni 1970 in Como gespielt. Spielort war die Villa Olmo. Das Thema waren Spiele im Garten. Vor dem letzten Spiel führte die deutsche Mannschaft aus Kelheim mit 36 Punkten vor der Mannschaft aus den Niederlanden. Dank dem Joker und der besten Zeit überholte Como beide Mannschaften, obwohl sie 10 Punkte hinter den Deutschen waren. Kelheim holte als Letzter nur einen Punkt. Kelheim hat sich, in der deutschen Ausscheidung am 25. Mai 1970, daheim gegen Neuötting mit 18:8 durchgesetzt. |
|       | CH   | Schwyz        | 37     | Die erste Runde wurde am 9. Juni 1970 in Como gespielt. Spielort war die Villa Olmo. Das Thema waren Spiele im Garten. Vor dem letzten Spiel führte die deutsche Mannschaft aus Kelheim mit 36 Punkten vor der Mannschaft aus den Niederlanden. Dank dem Joker und der besten Zeit überholte Como beide Mannschaften, obwohl sie 10 Punkte hinter den Deutschen waren. Kelheim holte als Letzter nur einen Punkt. Kelheim hat sich, in der deutschen Ausscheidung am 25. Mai 1970, daheim gegen Neuötting mit 18:8 durchgesetzt. |
| 4     | NL   | Dronten       | 36     | Die erste Runde wurde am 9. Juni 1970 in Como gespielt. Spielort war die Villa Olmo. Das Thema waren Spiele im Garten. Vor dem letzten Spiel führte die deutsche Mannschaft aus Kelheim mit 36 Punkten vor der Mannschaft aus den Niederlanden. Dank dem Joker und der besten Zeit überholte Como beide Mannschaften, obwohl sie 10 Punkte hinter den Deutschen waren. Kelheim holte als Letzter nur einen Punkt. Kelheim hat sich, in der deutschen Ausscheidung am 25. Mai 1970, daheim gegen Neuötting mit 18:8 durchgesetzt. |
| 5     | B    | Deurne        | 32     | Die erste Runde wurde am 9. Juni 1970 in Como gespielt. Spielort war die Villa Olmo. Das Thema waren Spiele im Garten. Vor dem letzten Spiel führte die deutsche Mannschaft aus Kelheim mit 36 Punkten vor der Mannschaft aus den Niederlanden. Dank dem Joker und der besten Zeit überholte Como beide Mannschaften, obwohl sie 10 Punkte hinter den Deutschen waren. Kelheim holte als Letzter nur einen Punkt. Kelheim hat sich, in der deutschen Ausscheidung am 25. Mai 1970, daheim gegen Neuötting mit 18:8 durchgesetzt. |
|       | F    | Albi          | 32     | Die erste Runde wurde am 9. Juni 1970 in Como gespielt. Spielort war die Villa Olmo. Das Thema waren Spiele im Garten. Vor dem letzten Spiel führte die deutsche Mannschaft aus Kelheim mit 36 Punkten vor der Mannschaft aus den Niederlanden. Dank dem Joker und der besten Zeit überholte Como beide Mannschaften, obwohl sie 10 Punkte hinter den Deutschen waren. Kelheim holte als Letzter nur einen Punkt. Kelheim hat sich, in der deutschen Ausscheidung am 25. Mai 1970, daheim gegen Neuötting mit 18:8 durchgesetzt. |
| 7     | GB   | South Shields | 25     | Die erste Runde wurde am 9. Juni 1970 in Como gespielt. Spielort war die Villa Olmo. Das Thema waren Spiele im Garten. Vor dem letzten Spiel führte die deutsche Mannschaft aus Kelheim mit 36 Punkten vor der Mannschaft aus den Niederlanden. Dank dem Joker und der besten Zeit überholte Como beide Mannschaften, obwohl sie 10 Punkte hinter den Deutschen waren. Kelheim holte als Letzter nur einen Punkt. Kelheim hat sich, in der deutschen Ausscheidung am 25. Mai 1970, daheim gegen Neuötting mit 18:8 durchgesetzt. |

## 2. RundeLugano, Schweiz
| Platz | Land | Stadt         | Punkte | Bemerkung |
| ----- | ---- | ------------- | ------ | --- |
| 1     | F    | Aix-les-Bains | 48     | Die zweite Runde wurde am 24. Juni 1970 in Lugano ausgetragen. Das Thema der Spiele waren die Bräuche der Stadt. Der französischen Mannschaft gelang ein überlegener Start-Ziel-Sieg. Sie lag immer in Führung und gewann mit 7 Punkten Vorsprung und konnte sich für das Finale qualifizieren. Uelzen hatte die deutsche Qualifikation für die internationale Spielrunde am 2. Mai 1970 gegen Heide erreicht. Sie gewannen zuhause mit 14:12. Erst beim Stand von 12:0 gewann Heide ihr erstes Spiel und konnte eine Aufholjagd starten, die aber zum Sieg nicht mehr ausreichte. Beim internationalen Vergleich schaffte Uelzen es zu einem 2. Platz. |
| 2     | D    | Uelzen        | 41     | Die zweite Runde wurde am 24. Juni 1970 in Lugano ausgetragen. Das Thema der Spiele waren die Bräuche der Stadt. Der französischen Mannschaft gelang ein überlegener Start-Ziel-Sieg. Sie lag immer in Führung und gewann mit 7 Punkten Vorsprung und konnte sich für das Finale qualifizieren. Uelzen hatte die deutsche Qualifikation für die internationale Spielrunde am 2. Mai 1970 gegen Heide erreicht. Sie gewannen zuhause mit 14:12. Erst beim Stand von 12:0 gewann Heide ihr erstes Spiel und konnte eine Aufholjagd starten, die aber zum Sieg nicht mehr ausreichte. Beim internationalen Vergleich schaffte Uelzen es zu einem 2. Platz. |
| 3     | B    | Zelzate       | 35     | Die zweite Runde wurde am 24. Juni 1970 in Lugano ausgetragen. Das Thema der Spiele waren die Bräuche der Stadt. Der französischen Mannschaft gelang ein überlegener Start-Ziel-Sieg. Sie lag immer in Führung und gewann mit 7 Punkten Vorsprung und konnte sich für das Finale qualifizieren. Uelzen hatte die deutsche Qualifikation für die internationale Spielrunde am 2. Mai 1970 gegen Heide erreicht. Sie gewannen zuhause mit 14:12. Erst beim Stand von 12:0 gewann Heide ihr erstes Spiel und konnte eine Aufholjagd starten, die aber zum Sieg nicht mehr ausreichte. Beim internationalen Vergleich schaffte Uelzen es zu einem 2. Platz. |
|       | I    | Acquasparta   | 35     | Die zweite Runde wurde am 24. Juni 1970 in Lugano ausgetragen. Das Thema der Spiele waren die Bräuche der Stadt. Der französischen Mannschaft gelang ein überlegener Start-Ziel-Sieg. Sie lag immer in Führung und gewann mit 7 Punkten Vorsprung und konnte sich für das Finale qualifizieren. Uelzen hatte die deutsche Qualifikation für die internationale Spielrunde am 2. Mai 1970 gegen Heide erreicht. Sie gewannen zuhause mit 14:12. Erst beim Stand von 12:0 gewann Heide ihr erstes Spiel und konnte eine Aufholjagd starten, die aber zum Sieg nicht mehr ausreichte. Beim internationalen Vergleich schaffte Uelzen es zu einem 2. Platz. |
| 5     | NL   | Assen         | 34     | Die zweite Runde wurde am 24. Juni 1970 in Lugano ausgetragen. Das Thema der Spiele waren die Bräuche der Stadt. Der französischen Mannschaft gelang ein überlegener Start-Ziel-Sieg. Sie lag immer in Führung und gewann mit 7 Punkten Vorsprung und konnte sich für das Finale qualifizieren. Uelzen hatte die deutsche Qualifikation für die internationale Spielrunde am 2. Mai 1970 gegen Heide erreicht. Sie gewannen zuhause mit 14:12. Erst beim Stand von 12:0 gewann Heide ihr erstes Spiel und konnte eine Aufholjagd starten, die aber zum Sieg nicht mehr ausreichte. Beim internationalen Vergleich schaffte Uelzen es zu einem 2. Platz. |
|       | GB   | Exmouth       | 34     | Die zweite Runde wurde am 24. Juni 1970 in Lugano ausgetragen. Das Thema der Spiele waren die Bräuche der Stadt. Der französischen Mannschaft gelang ein überlegener Start-Ziel-Sieg. Sie lag immer in Führung und gewann mit 7 Punkten Vorsprung und konnte sich für das Finale qualifizieren. Uelzen hatte die deutsche Qualifikation für die internationale Spielrunde am 2. Mai 1970 gegen Heide erreicht. Sie gewannen zuhause mit 14:12. Erst beim Stand von 12:0 gewann Heide ihr erstes Spiel und konnte eine Aufholjagd starten, die aber zum Sieg nicht mehr ausreichte. Beim internationalen Vergleich schaffte Uelzen es zu einem 2. Platz. |
| 7     | CH   | Poschiavo     | 25     | Die zweite Runde wurde am 24. Juni 1970 in Lugano ausgetragen. Das Thema der Spiele waren die Bräuche der Stadt. Der französischen Mannschaft gelang ein überlegener Start-Ziel-Sieg. Sie lag immer in Führung und gewann mit 7 Punkten Vorsprung und konnte sich für das Finale qualifizieren. Uelzen hatte die deutsche Qualifikation für die internationale Spielrunde am 2. Mai 1970 gegen Heide erreicht. Sie gewannen zuhause mit 14:12. Erst beim Stand von 12:0 gewann Heide ihr erstes Spiel und konnte eine Aufholjagd starten, die aber zum Sieg nicht mehr ausreichte. Beim internationalen Vergleich schaffte Uelzen es zu einem 2. Platz. |

## 3. RundeNamur, Belgien
| Platz | Land | Stadt       | Punkte | Bemerkung |
| ----- | ---- | ----------- | ------ | --- |
| 1     | CH   | Vevey       | 42     | Am 8. Juli 1970 fand in Namur die nächste Runde statt. Als Thema wählte man die lokale Folklore. Es gab einen Doppelsieg der Schweizer und der belgischen Heimmannschaft. Die Schweizer aus Vevey verspielten einen 10 Punkte Vorsprung für den Solo-Sieg im letzten Spiel, konnten sich aber für das Finale qualifizieren. Das deutsche Team aus Delmenhorst konnte sich am 9. Mai 1970 zuhause gegen Bad Nauheim erst im letzten Spiel, und dank des Jokers, mit 14:12 für das internationale Kräftemessen qualifizieren. |
|       | B    | Namur       | 42     | Am 8. Juli 1970 fand in Namur die nächste Runde statt. Als Thema wählte man die lokale Folklore. Es gab einen Doppelsieg der Schweizer und der belgischen Heimmannschaft. Die Schweizer aus Vevey verspielten einen 10 Punkte Vorsprung für den Solo-Sieg im letzten Spiel, konnten sich aber für das Finale qualifizieren. Das deutsche Team aus Delmenhorst konnte sich am 9. Mai 1970 zuhause gegen Bad Nauheim erst im letzten Spiel, und dank des Jokers, mit 14:12 für das internationale Kräftemessen qualifizieren. |
| 3     | D    | Delmenhorst | 39     | Am 8. Juli 1970 fand in Namur die nächste Runde statt. Als Thema wählte man die lokale Folklore. Es gab einen Doppelsieg der Schweizer und der belgischen Heimmannschaft. Die Schweizer aus Vevey verspielten einen 10 Punkte Vorsprung für den Solo-Sieg im letzten Spiel, konnten sich aber für das Finale qualifizieren. Das deutsche Team aus Delmenhorst konnte sich am 9. Mai 1970 zuhause gegen Bad Nauheim erst im letzten Spiel, und dank des Jokers, mit 14:12 für das internationale Kräftemessen qualifizieren. |
| 4     | NL   | Genemuiden  | 37     | Am 8. Juli 1970 fand in Namur die nächste Runde statt. Als Thema wählte man die lokale Folklore. Es gab einen Doppelsieg der Schweizer und der belgischen Heimmannschaft. Die Schweizer aus Vevey verspielten einen 10 Punkte Vorsprung für den Solo-Sieg im letzten Spiel, konnten sich aber für das Finale qualifizieren. Das deutsche Team aus Delmenhorst konnte sich am 9. Mai 1970 zuhause gegen Bad Nauheim erst im letzten Spiel, und dank des Jokers, mit 14:12 für das internationale Kräftemessen qualifizieren. |
| 5     | GB   | Aberdeen    | 28     | Am 8. Juli 1970 fand in Namur die nächste Runde statt. Als Thema wählte man die lokale Folklore. Es gab einen Doppelsieg der Schweizer und der belgischen Heimmannschaft. Die Schweizer aus Vevey verspielten einen 10 Punkte Vorsprung für den Solo-Sieg im letzten Spiel, konnten sich aber für das Finale qualifizieren. Das deutsche Team aus Delmenhorst konnte sich am 9. Mai 1970 zuhause gegen Bad Nauheim erst im letzten Spiel, und dank des Jokers, mit 14:12 für das internationale Kräftemessen qualifizieren. |
| 6     | F    | Lille       | 27     | Am 8. Juli 1970 fand in Namur die nächste Runde statt. Als Thema wählte man die lokale Folklore. Es gab einen Doppelsieg der Schweizer und der belgischen Heimmannschaft. Die Schweizer aus Vevey verspielten einen 10 Punkte Vorsprung für den Solo-Sieg im letzten Spiel, konnten sich aber für das Finale qualifizieren. Das deutsche Team aus Delmenhorst konnte sich am 9. Mai 1970 zuhause gegen Bad Nauheim erst im letzten Spiel, und dank des Jokers, mit 14:12 für das internationale Kräftemessen qualifizieren. |
| 7     | I    | Siracusa    | 21     | Am 8. Juli 1970 fand in Namur die nächste Runde statt. Als Thema wählte man die lokale Folklore. Es gab einen Doppelsieg der Schweizer und der belgischen Heimmannschaft. Die Schweizer aus Vevey verspielten einen 10 Punkte Vorsprung für den Solo-Sieg im letzten Spiel, konnten sich aber für das Finale qualifizieren. Das deutsche Team aus Delmenhorst konnte sich am 9. Mai 1970 zuhause gegen Bad Nauheim erst im letzten Spiel, und dank des Jokers, mit 14:12 für das internationale Kräftemessen qualifizieren. |

## 4. RundeAvignon, Frankreich
| Platz | Land | Stadt        | Punkte | Bemerkung |
| ----- | ---- | ------------ | ------ | --- |
| 1     | D    | Radevormwald | 48     | Am 22. Juli 1970 fand in Avignon, auf der Île de la Barthelasse, die 4. Runde statt. Das Thema in dieser Runde war Kraft und Geschicklichkeit. Vor der letzten Runde lag die Deutsche Mannschaft punktgleich mit der Belgischen in Führung. Durch den Sieg und Joker gewann Radevormwald klar und konnte sich für das Finale qualifizieren. Bei Radevormwald spielt die spätere Olympiasiegerin Heide Rosendahl mit Radevormwald konnte am 16. Mai 1970 den deutschen Qualifikations-Wettbewerb gegen Bocholt mit 14:12 für sich entscheiden. Bocholt führte immer bis zur letzten Runde. Dank dem Joker in der letzten Runde gewann Radevormwald diese Ausscheidung. |
| 2     | B    | Ath          | 40     | Am 22. Juli 1970 fand in Avignon, auf der Île de la Barthelasse, die 4. Runde statt. Das Thema in dieser Runde war Kraft und Geschicklichkeit. Vor der letzten Runde lag die Deutsche Mannschaft punktgleich mit der Belgischen in Führung. Durch den Sieg und Joker gewann Radevormwald klar und konnte sich für das Finale qualifizieren. Bei Radevormwald spielt die spätere Olympiasiegerin Heide Rosendahl mit Radevormwald konnte am 16. Mai 1970 den deutschen Qualifikations-Wettbewerb gegen Bocholt mit 14:12 für sich entscheiden. Bocholt führte immer bis zur letzten Runde. Dank dem Joker in der letzten Runde gewann Radevormwald diese Ausscheidung. |
| 3     | I    | Barletta     | 37     | Am 22. Juli 1970 fand in Avignon, auf der Île de la Barthelasse, die 4. Runde statt. Das Thema in dieser Runde war Kraft und Geschicklichkeit. Vor der letzten Runde lag die Deutsche Mannschaft punktgleich mit der Belgischen in Führung. Durch den Sieg und Joker gewann Radevormwald klar und konnte sich für das Finale qualifizieren. Bei Radevormwald spielt die spätere Olympiasiegerin Heide Rosendahl mit Radevormwald konnte am 16. Mai 1970 den deutschen Qualifikations-Wettbewerb gegen Bocholt mit 14:12 für sich entscheiden. Bocholt führte immer bis zur letzten Runde. Dank dem Joker in der letzten Runde gewann Radevormwald diese Ausscheidung. |
| 4     | CH   | Savognin     | 36     | Am 22. Juli 1970 fand in Avignon, auf der Île de la Barthelasse, die 4. Runde statt. Das Thema in dieser Runde war Kraft und Geschicklichkeit. Vor der letzten Runde lag die Deutsche Mannschaft punktgleich mit der Belgischen in Führung. Durch den Sieg und Joker gewann Radevormwald klar und konnte sich für das Finale qualifizieren. Bei Radevormwald spielt die spätere Olympiasiegerin Heide Rosendahl mit Radevormwald konnte am 16. Mai 1970 den deutschen Qualifikations-Wettbewerb gegen Bocholt mit 14:12 für sich entscheiden. Bocholt führte immer bis zur letzten Runde. Dank dem Joker in der letzten Runde gewann Radevormwald diese Ausscheidung. |
| 5     | F    | Avignon      | 32     | Am 22. Juli 1970 fand in Avignon, auf der Île de la Barthelasse, die 4. Runde statt. Das Thema in dieser Runde war Kraft und Geschicklichkeit. Vor der letzten Runde lag die Deutsche Mannschaft punktgleich mit der Belgischen in Führung. Durch den Sieg und Joker gewann Radevormwald klar und konnte sich für das Finale qualifizieren. Bei Radevormwald spielt die spätere Olympiasiegerin Heide Rosendahl mit Radevormwald konnte am 16. Mai 1970 den deutschen Qualifikations-Wettbewerb gegen Bocholt mit 14:12 für sich entscheiden. Bocholt führte immer bis zur letzten Runde. Dank dem Joker in der letzten Runde gewann Radevormwald diese Ausscheidung. |
| 6     | NL   | Bolsward     | 30     | Am 22. Juli 1970 fand in Avignon, auf der Île de la Barthelasse, die 4. Runde statt. Das Thema in dieser Runde war Kraft und Geschicklichkeit. Vor der letzten Runde lag die Deutsche Mannschaft punktgleich mit der Belgischen in Führung. Durch den Sieg und Joker gewann Radevormwald klar und konnte sich für das Finale qualifizieren. Bei Radevormwald spielt die spätere Olympiasiegerin Heide Rosendahl mit Radevormwald konnte am 16. Mai 1970 den deutschen Qualifikations-Wettbewerb gegen Bocholt mit 14:12 für sich entscheiden. Bocholt führte immer bis zur letzten Runde. Dank dem Joker in der letzten Runde gewann Radevormwald diese Ausscheidung. |
| 7     | GB   | Caernarfon   | 26     | Am 22. Juli 1970 fand in Avignon, auf der Île de la Barthelasse, die 4. Runde statt. Das Thema in dieser Runde war Kraft und Geschicklichkeit. Vor der letzten Runde lag die Deutsche Mannschaft punktgleich mit der Belgischen in Führung. Durch den Sieg und Joker gewann Radevormwald klar und konnte sich für das Finale qualifizieren. Bei Radevormwald spielt die spätere Olympiasiegerin Heide Rosendahl mit Radevormwald konnte am 16. Mai 1970 den deutschen Qualifikations-Wettbewerb gegen Bocholt mit 14:12 für sich entscheiden. Bocholt führte immer bis zur letzten Runde. Dank dem Joker in der letzten Runde gewann Radevormwald diese Ausscheidung. |

## 5. RundeCardiff, Großbritannien
| Platz | Land | Stadt     | Punkte | Bemerkung |
| ----- | ---- | --------- | ------ | --- |
| 1     | CH   | Locarno   | 40     | Am 20. August 1970 war Cardiff der Gastgeber. Gespielt wurde im Cardiff Castle zum Thema Spiel auf der Burg. Diese Runde war sehr eng für die teilnehmenden Mannschaften. Im letzten Spiel setzten 5 Mannschaften ihren Joker. So wurde die lang führenden Cardiffer noch von Locarno und Genk überholt. Wieder gab es einen schweiz-belgischen Doppelsieg. 3 Teams teilten sich den Dritten Platz. Mit der hohen Punktezahl von 36 wurde die deutsche Mannschaft nur Zweitletzter. Der deutsche Vertreter Kleve hatte sich am 23. Mai 1970, gegen Wesel mit 14:12 durchgesetzt. |
|       | B    | Genk      | 40     | Am 20. August 1970 war Cardiff der Gastgeber. Gespielt wurde im Cardiff Castle zum Thema Spiel auf der Burg. Diese Runde war sehr eng für die teilnehmenden Mannschaften. Im letzten Spiel setzten 5 Mannschaften ihren Joker. So wurde die lang führenden Cardiffer noch von Locarno und Genk überholt. Wieder gab es einen schweiz-belgischen Doppelsieg. 3 Teams teilten sich den Dritten Platz. Mit der hohen Punktezahl von 36 wurde die deutsche Mannschaft nur Zweitletzter. Der deutsche Vertreter Kleve hatte sich am 23. Mai 1970, gegen Wesel mit 14:12 durchgesetzt. |
| 3     | I    | Rimini    | 37     | Am 20. August 1970 war Cardiff der Gastgeber. Gespielt wurde im Cardiff Castle zum Thema Spiel auf der Burg. Diese Runde war sehr eng für die teilnehmenden Mannschaften. Im letzten Spiel setzten 5 Mannschaften ihren Joker. So wurde die lang führenden Cardiffer noch von Locarno und Genk überholt. Wieder gab es einen schweiz-belgischen Doppelsieg. 3 Teams teilten sich den Dritten Platz. Mit der hohen Punktezahl von 36 wurde die deutsche Mannschaft nur Zweitletzter. Der deutsche Vertreter Kleve hatte sich am 23. Mai 1970, gegen Wesel mit 14:12 durchgesetzt. |
|       | GB   | Lowestoft | 37     | Am 20. August 1970 war Cardiff der Gastgeber. Gespielt wurde im Cardiff Castle zum Thema Spiel auf der Burg. Diese Runde war sehr eng für die teilnehmenden Mannschaften. Im letzten Spiel setzten 5 Mannschaften ihren Joker. So wurde die lang führenden Cardiffer noch von Locarno und Genk überholt. Wieder gab es einen schweiz-belgischen Doppelsieg. 3 Teams teilten sich den Dritten Platz. Mit der hohen Punktezahl von 36 wurde die deutsche Mannschaft nur Zweitletzter. Der deutsche Vertreter Kleve hatte sich am 23. Mai 1970, gegen Wesel mit 14:12 durchgesetzt. |
|       | NL   | Hoogland  | 37     | Am 20. August 1970 war Cardiff der Gastgeber. Gespielt wurde im Cardiff Castle zum Thema Spiel auf der Burg. Diese Runde war sehr eng für die teilnehmenden Mannschaften. Im letzten Spiel setzten 5 Mannschaften ihren Joker. So wurde die lang führenden Cardiffer noch von Locarno und Genk überholt. Wieder gab es einen schweiz-belgischen Doppelsieg. 3 Teams teilten sich den Dritten Platz. Mit der hohen Punktezahl von 36 wurde die deutsche Mannschaft nur Zweitletzter. Der deutsche Vertreter Kleve hatte sich am 23. Mai 1970, gegen Wesel mit 14:12 durchgesetzt. |
| 6     | D    | Kleve     | 36     | Am 20. August 1970 war Cardiff der Gastgeber. Gespielt wurde im Cardiff Castle zum Thema Spiel auf der Burg. Diese Runde war sehr eng für die teilnehmenden Mannschaften. Im letzten Spiel setzten 5 Mannschaften ihren Joker. So wurde die lang führenden Cardiffer noch von Locarno und Genk überholt. Wieder gab es einen schweiz-belgischen Doppelsieg. 3 Teams teilten sich den Dritten Platz. Mit der hohen Punktezahl von 36 wurde die deutsche Mannschaft nur Zweitletzter. Der deutsche Vertreter Kleve hatte sich am 23. Mai 1970, gegen Wesel mit 14:12 durchgesetzt. |
| 7     | F    | Reims     | 25     | Am 20. August 1970 war Cardiff der Gastgeber. Gespielt wurde im Cardiff Castle zum Thema Spiel auf der Burg. Diese Runde war sehr eng für die teilnehmenden Mannschaften. Im letzten Spiel setzten 5 Mannschaften ihren Joker. So wurde die lang führenden Cardiffer noch von Locarno und Genk überholt. Wieder gab es einen schweiz-belgischen Doppelsieg. 3 Teams teilten sich den Dritten Platz. Mit der hohen Punktezahl von 36 wurde die deutsche Mannschaft nur Zweitletzter. Der deutsche Vertreter Kleve hatte sich am 23. Mai 1970, gegen Wesel mit 14:12 durchgesetzt. |

## 6. RundeGroningen, Niederlande
| Platz | Land | Stadt              | Punkte | Bemerkung |
| ----- | ---- | ------------------ | ------ | --- |
| 1     | B    | Verviers           | 43     | Am 21. August 1970 fand in Groningen, Gespielt wurde auf dem Grote Markt zum Thema Festlichkeiten der Stadt Groningen. Verviers konnte im letzten Spiel, dank des Jokers vom 4. Platz, auf den ersten Platz klettern. Nach zwei Zweiten Plätze von 1967 und 1968 nun ein Sieg, der sogar der Einzug in das Finale bedeutete. Andernach konnte sich am 30. Mai 1970 beim deutschen Qualifikations-Wettbewerb gegen Neunkirchen mit 16:12 klar für sich entscheiden. Andernach lag im ganzen Spiel bis zum Schluss immer in Führung. |
| 2     | NL   | Aalten             | 39     | Am 21. August 1970 fand in Groningen, Gespielt wurde auf dem Grote Markt zum Thema Festlichkeiten der Stadt Groningen. Verviers konnte im letzten Spiel, dank des Jokers vom 4. Platz, auf den ersten Platz klettern. Nach zwei Zweiten Plätze von 1967 und 1968 nun ein Sieg, der sogar der Einzug in das Finale bedeutete. Andernach konnte sich am 30. Mai 1970 beim deutschen Qualifikations-Wettbewerb gegen Neunkirchen mit 16:12 klar für sich entscheiden. Andernach lag im ganzen Spiel bis zum Schluss immer in Führung. |
| 3     | D    | Andernach          | 36     | Am 21. August 1970 fand in Groningen, Gespielt wurde auf dem Grote Markt zum Thema Festlichkeiten der Stadt Groningen. Verviers konnte im letzten Spiel, dank des Jokers vom 4. Platz, auf den ersten Platz klettern. Nach zwei Zweiten Plätze von 1967 und 1968 nun ein Sieg, der sogar der Einzug in das Finale bedeutete. Andernach konnte sich am 30. Mai 1970 beim deutschen Qualifikations-Wettbewerb gegen Neunkirchen mit 16:12 klar für sich entscheiden. Andernach lag im ganzen Spiel bis zum Schluss immer in Führung. |
| 4     | F    | Angoulême          | 35     | Am 21. August 1970 fand in Groningen, Gespielt wurde auf dem Grote Markt zum Thema Festlichkeiten der Stadt Groningen. Verviers konnte im letzten Spiel, dank des Jokers vom 4. Platz, auf den ersten Platz klettern. Nach zwei Zweiten Plätze von 1967 und 1968 nun ein Sieg, der sogar der Einzug in das Finale bedeutete. Andernach konnte sich am 30. Mai 1970 beim deutschen Qualifikations-Wettbewerb gegen Neunkirchen mit 16:12 klar für sich entscheiden. Andernach lag im ganzen Spiel bis zum Schluss immer in Führung. |
| 5     | GB   | Margate            | 32     | Am 21. August 1970 fand in Groningen, Gespielt wurde auf dem Grote Markt zum Thema Festlichkeiten der Stadt Groningen. Verviers konnte im letzten Spiel, dank des Jokers vom 4. Platz, auf den ersten Platz klettern. Nach zwei Zweiten Plätze von 1967 und 1968 nun ein Sieg, der sogar der Einzug in das Finale bedeutete. Andernach konnte sich am 30. Mai 1970 beim deutschen Qualifikations-Wettbewerb gegen Neunkirchen mit 16:12 klar für sich entscheiden. Andernach lag im ganzen Spiel bis zum Schluss immer in Führung. |
| 6     | CH   | Estavayer-le-Lac   | 28     | Am 21. August 1970 fand in Groningen, Gespielt wurde auf dem Grote Markt zum Thema Festlichkeiten der Stadt Groningen. Verviers konnte im letzten Spiel, dank des Jokers vom 4. Platz, auf den ersten Platz klettern. Nach zwei Zweiten Plätze von 1967 und 1968 nun ein Sieg, der sogar der Einzug in das Finale bedeutete. Andernach konnte sich am 30. Mai 1970 beim deutschen Qualifikations-Wettbewerb gegen Neunkirchen mit 16:12 klar für sich entscheiden. Andernach lag im ganzen Spiel bis zum Schluss immer in Führung. |
|       | I    | Bassano del Grappa | 28     | Am 21. August 1970 fand in Groningen, Gespielt wurde auf dem Grote Markt zum Thema Festlichkeiten der Stadt Groningen. Verviers konnte im letzten Spiel, dank des Jokers vom 4. Platz, auf den ersten Platz klettern. Nach zwei Zweiten Plätze von 1967 und 1968 nun ein Sieg, der sogar der Einzug in das Finale bedeutete. Andernach konnte sich am 30. Mai 1970 beim deutschen Qualifikations-Wettbewerb gegen Neunkirchen mit 16:12 klar für sich entscheiden. Andernach lag im ganzen Spiel bis zum Schluss immer in Führung. |

## 7. RundeBerlin, Deutschland
| Platz | Land | Stadt                | Punkte | Bemerkung |
| ----- | ---- | -------------------- | ------ | --- |
| 1     | D    | Gelnhausen           | 43     | Am 2. September 1970 fand in Berlin statt Gespielt wurde bei der Kongresshalle zum Thema Geschichten der Stadt Berlin. Gelnhausen konnte trotz 10 Punkten Rückstand zur führenden Mannschaft aus den Niederlanden diese Ausscheidung noch gewinnen. Ihr Joker brachte volle 14 Punkte ein. Die Holländer schafften nur einen Punkt, konnten sich aber für das Finale qualifizieren. Auch die Schweizer aus Widnau, die 5 Punkte vor den Deutschen lagen bekamen nur einen Punkt, und rutschten auf Platz 4 ab. Gelnhausen konnte sich am 6. Juni 1970 beim deutschen Qualifikations-Wettbewerb gegen Biedenkopf in einem spannenden Wettkampf mit 17:11 durchsetzen. Vor der zweitletzten Runde führte Biedenkopf noch mit 11:9. |
| 2     | NL   | Alphen aan den Rijn  | 40     | Am 2. September 1970 fand in Berlin statt Gespielt wurde bei der Kongresshalle zum Thema Geschichten der Stadt Berlin. Gelnhausen konnte trotz 10 Punkten Rückstand zur führenden Mannschaft aus den Niederlanden diese Ausscheidung noch gewinnen. Ihr Joker brachte volle 14 Punkte ein. Die Holländer schafften nur einen Punkt, konnten sich aber für das Finale qualifizieren. Auch die Schweizer aus Widnau, die 5 Punkte vor den Deutschen lagen bekamen nur einen Punkt, und rutschten auf Platz 4 ab. Gelnhausen konnte sich am 6. Juni 1970 beim deutschen Qualifikations-Wettbewerb gegen Biedenkopf in einem spannenden Wettkampf mit 17:11 durchsetzen. Vor der zweitletzten Runde führte Biedenkopf noch mit 11:9. |
| 3     | GB   | Great Yarmouth       | 39     | Am 2. September 1970 fand in Berlin statt Gespielt wurde bei der Kongresshalle zum Thema Geschichten der Stadt Berlin. Gelnhausen konnte trotz 10 Punkten Rückstand zur führenden Mannschaft aus den Niederlanden diese Ausscheidung noch gewinnen. Ihr Joker brachte volle 14 Punkte ein. Die Holländer schafften nur einen Punkt, konnten sich aber für das Finale qualifizieren. Auch die Schweizer aus Widnau, die 5 Punkte vor den Deutschen lagen bekamen nur einen Punkt, und rutschten auf Platz 4 ab. Gelnhausen konnte sich am 6. Juni 1970 beim deutschen Qualifikations-Wettbewerb gegen Biedenkopf in einem spannenden Wettkampf mit 17:11 durchsetzen. Vor der zweitletzten Runde führte Biedenkopf noch mit 11:9. |
| 4     | CH   | Widnau               | 34     | Am 2. September 1970 fand in Berlin statt Gespielt wurde bei der Kongresshalle zum Thema Geschichten der Stadt Berlin. Gelnhausen konnte trotz 10 Punkten Rückstand zur führenden Mannschaft aus den Niederlanden diese Ausscheidung noch gewinnen. Ihr Joker brachte volle 14 Punkte ein. Die Holländer schafften nur einen Punkt, konnten sich aber für das Finale qualifizieren. Auch die Schweizer aus Widnau, die 5 Punkte vor den Deutschen lagen bekamen nur einen Punkt, und rutschten auf Platz 4 ab. Gelnhausen konnte sich am 6. Juni 1970 beim deutschen Qualifikations-Wettbewerb gegen Biedenkopf in einem spannenden Wettkampf mit 17:11 durchsetzen. Vor der zweitletzten Runde führte Biedenkopf noch mit 11:9. |
| 5     | B    | Woluwe-Saint-Lambert | 32     | Am 2. September 1970 fand in Berlin statt Gespielt wurde bei der Kongresshalle zum Thema Geschichten der Stadt Berlin. Gelnhausen konnte trotz 10 Punkten Rückstand zur führenden Mannschaft aus den Niederlanden diese Ausscheidung noch gewinnen. Ihr Joker brachte volle 14 Punkte ein. Die Holländer schafften nur einen Punkt, konnten sich aber für das Finale qualifizieren. Auch die Schweizer aus Widnau, die 5 Punkte vor den Deutschen lagen bekamen nur einen Punkt, und rutschten auf Platz 4 ab. Gelnhausen konnte sich am 6. Juni 1970 beim deutschen Qualifikations-Wettbewerb gegen Biedenkopf in einem spannenden Wettkampf mit 17:11 durchsetzen. Vor der zweitletzten Runde führte Biedenkopf noch mit 11:9. |
| 6     | F    | Saint-Malo           | 28     | Am 2. September 1970 fand in Berlin statt Gespielt wurde bei der Kongresshalle zum Thema Geschichten der Stadt Berlin. Gelnhausen konnte trotz 10 Punkten Rückstand zur führenden Mannschaft aus den Niederlanden diese Ausscheidung noch gewinnen. Ihr Joker brachte volle 14 Punkte ein. Die Holländer schafften nur einen Punkt, konnten sich aber für das Finale qualifizieren. Auch die Schweizer aus Widnau, die 5 Punkte vor den Deutschen lagen bekamen nur einen Punkt, und rutschten auf Platz 4 ab. Gelnhausen konnte sich am 6. Juni 1970 beim deutschen Qualifikations-Wettbewerb gegen Biedenkopf in einem spannenden Wettkampf mit 17:11 durchsetzen. Vor der zweitletzten Runde führte Biedenkopf noch mit 11:9. |
| 7     | I    | Ancona               | 23     | Am 2. September 1970 fand in Berlin statt Gespielt wurde bei der Kongresshalle zum Thema Geschichten der Stadt Berlin. Gelnhausen konnte trotz 10 Punkten Rückstand zur führenden Mannschaft aus den Niederlanden diese Ausscheidung noch gewinnen. Ihr Joker brachte volle 14 Punkte ein. Die Holländer schafften nur einen Punkt, konnten sich aber für das Finale qualifizieren. Auch die Schweizer aus Widnau, die 5 Punkte vor den Deutschen lagen bekamen nur einen Punkt, und rutschten auf Platz 4 ab. Gelnhausen konnte sich am 6. Juni 1970 beim deutschen Qualifikations-Wettbewerb gegen Biedenkopf in einem spannenden Wettkampf mit 17:11 durchsetzen. Vor der zweitletzten Runde führte Biedenkopf noch mit 11:9. |

## Finale
Für das Finale haben sich folgenden Mannschaften qualifiziert:
| Land | Stadt               | Platzierung | Punkte |
| ---- | ------------------- | ----------- | ------ |
| F    | Aix-les-Bains       | 1           | 48     |
| D    | Radevormwald        | 1           | 48     |
| B    | Verviers            | 1           | 43     |
| CH   | Vevey               | 1           | 42     |
| I    | Como                | 1           | 40     |
| NL   | Alphen aan den Rijn | 2           | 40     |
| GB   | Great Yarmouth      | 3           | 39     |

| Platz | Land | Stadt               | Punkte | Bemerkung |
| ----- | ---- | ------------------- | ------ | --- |
| 1     | I    | Como                | 44     | Am 16. September 1970 fand das Finale in Verona statt. Das Thema waren die antiken römischen Spiele. Vor 20'000 Zuschauern in der Arena sahen ein spannendes Spiel. Die stark gestarteten Franzosen wurden zuerst von den Belgiern überholt. Am Schluss siegten aber die Italiener knapp vor der Mannschaft aus den Niederlanden. Radevormwald erreichte den Dritten Platz. Wieder dabei war Heide Rosendahl, die aber in ihrem Spiel nur den letzten Platz schaffte. Im gleichen Jahr wurde sie für ihre sportlichen Leistungen zur Sportlerin des Jahres ausgezeichnet. Ab etwa in der Mitte des Spieles setzte sintflutartiger Regen ein. Die Spiele wurden trotzdem weitergeführt. Viele Zuschauer verließen die Arena. Am Schluss waren noch etwa 2'000 Zuschauer da, die den Sieg der Italiener aus Como feierten. |
| 2     | NL   | Alphen aan den Rijn | 42     | Am 16. September 1970 fand das Finale in Verona statt. Das Thema waren die antiken römischen Spiele. Vor 20'000 Zuschauern in der Arena sahen ein spannendes Spiel. Die stark gestarteten Franzosen wurden zuerst von den Belgiern überholt. Am Schluss siegten aber die Italiener knapp vor der Mannschaft aus den Niederlanden. Radevormwald erreichte den Dritten Platz. Wieder dabei war Heide Rosendahl, die aber in ihrem Spiel nur den letzten Platz schaffte. Im gleichen Jahr wurde sie für ihre sportlichen Leistungen zur Sportlerin des Jahres ausgezeichnet. Ab etwa in der Mitte des Spieles setzte sintflutartiger Regen ein. Die Spiele wurden trotzdem weitergeführt. Viele Zuschauer verließen die Arena. Am Schluss waren noch etwa 2'000 Zuschauer da, die den Sieg der Italiener aus Como feierten. |
| 3     | D    | Radevormwald        | 37     | Am 16. September 1970 fand das Finale in Verona statt. Das Thema waren die antiken römischen Spiele. Vor 20'000 Zuschauern in der Arena sahen ein spannendes Spiel. Die stark gestarteten Franzosen wurden zuerst von den Belgiern überholt. Am Schluss siegten aber die Italiener knapp vor der Mannschaft aus den Niederlanden. Radevormwald erreichte den Dritten Platz. Wieder dabei war Heide Rosendahl, die aber in ihrem Spiel nur den letzten Platz schaffte. Im gleichen Jahr wurde sie für ihre sportlichen Leistungen zur Sportlerin des Jahres ausgezeichnet. Ab etwa in der Mitte des Spieles setzte sintflutartiger Regen ein. Die Spiele wurden trotzdem weitergeführt. Viele Zuschauer verließen die Arena. Am Schluss waren noch etwa 2'000 Zuschauer da, die den Sieg der Italiener aus Como feierten. |
| 4     | B    | Verviers            | 31     | Am 16. September 1970 fand das Finale in Verona statt. Das Thema waren die antiken römischen Spiele. Vor 20'000 Zuschauern in der Arena sahen ein spannendes Spiel. Die stark gestarteten Franzosen wurden zuerst von den Belgiern überholt. Am Schluss siegten aber die Italiener knapp vor der Mannschaft aus den Niederlanden. Radevormwald erreichte den Dritten Platz. Wieder dabei war Heide Rosendahl, die aber in ihrem Spiel nur den letzten Platz schaffte. Im gleichen Jahr wurde sie für ihre sportlichen Leistungen zur Sportlerin des Jahres ausgezeichnet. Ab etwa in der Mitte des Spieles setzte sintflutartiger Regen ein. Die Spiele wurden trotzdem weitergeführt. Viele Zuschauer verließen die Arena. Am Schluss waren noch etwa 2'000 Zuschauer da, die den Sieg der Italiener aus Como feierten. |
| 5     | GB   | Great Yarmouth      | 30     | Am 16. September 1970 fand das Finale in Verona statt. Das Thema waren die antiken römischen Spiele. Vor 20'000 Zuschauern in der Arena sahen ein spannendes Spiel. Die stark gestarteten Franzosen wurden zuerst von den Belgiern überholt. Am Schluss siegten aber die Italiener knapp vor der Mannschaft aus den Niederlanden. Radevormwald erreichte den Dritten Platz. Wieder dabei war Heide Rosendahl, die aber in ihrem Spiel nur den letzten Platz schaffte. Im gleichen Jahr wurde sie für ihre sportlichen Leistungen zur Sportlerin des Jahres ausgezeichnet. Ab etwa in der Mitte des Spieles setzte sintflutartiger Regen ein. Die Spiele wurden trotzdem weitergeführt. Viele Zuschauer verließen die Arena. Am Schluss waren noch etwa 2'000 Zuschauer da, die den Sieg der Italiener aus Como feierten. |
| 6     | F    | Aix-les-Bains       | 26     | Am 16. September 1970 fand das Finale in Verona statt. Das Thema waren die antiken römischen Spiele. Vor 20'000 Zuschauern in der Arena sahen ein spannendes Spiel. Die stark gestarteten Franzosen wurden zuerst von den Belgiern überholt. Am Schluss siegten aber die Italiener knapp vor der Mannschaft aus den Niederlanden. Radevormwald erreichte den Dritten Platz. Wieder dabei war Heide Rosendahl, die aber in ihrem Spiel nur den letzten Platz schaffte. Im gleichen Jahr wurde sie für ihre sportlichen Leistungen zur Sportlerin des Jahres ausgezeichnet. Ab etwa in der Mitte des Spieles setzte sintflutartiger Regen ein. Die Spiele wurden trotzdem weitergeführt. Viele Zuschauer verließen die Arena. Am Schluss waren noch etwa 2'000 Zuschauer da, die den Sieg der Italiener aus Como feierten. |
| 7     | CH   | Vevey               | 25     | Am 16. September 1970 fand das Finale in Verona statt. Das Thema waren die antiken römischen Spiele. Vor 20'000 Zuschauern in der Arena sahen ein spannendes Spiel. Die stark gestarteten Franzosen wurden zuerst von den Belgiern überholt. Am Schluss siegten aber die Italiener knapp vor der Mannschaft aus den Niederlanden. Radevormwald erreichte den Dritten Platz. Wieder dabei war Heide Rosendahl, die aber in ihrem Spiel nur den letzten Platz schaffte. Im gleichen Jahr wurde sie für ihre sportlichen Leistungen zur Sportlerin des Jahres ausgezeichnet. Ab etwa in der Mitte des Spieles setzte sintflutartiger Regen ein. Die Spiele wurden trotzdem weitergeführt. Viele Zuschauer verließen die Arena. Am Schluss waren noch etwa 2'000 Zuschauer da, die den Sieg der Italiener aus Como feierten. |

Im gesamten Jahr 1970 holten die deutschen Mannschaften die meisten Punkte und die meisten Podestplätze. Kleve war das einzige Team, das es nicht auf das Podest schaffte. Die meisten Siege holten die Belgier. Mit je 3 letzten Plätzen waren die Schweizer und Italiener am meisten vertreten. In der 6. Runde waren sie gemeinsam Letzter.
| # | Land                   | Gold | Silber | Bronze | Gesamtpunktzahl |
| - | ---------------------- | ---- | ------ | ------ | --------------- |
| 1 | Deutschland            | 2    | 2      | 3      | 317             |
| 2 | Belgien                | 3    | 1      | 1      | 295             |
| 3 | Niederlande            | 0    | 2      | 1      | 295             |
| 4 | Schweiz                | 2    | 1      | 0      | 267             |
| 5 | Italien                | 2    | 0      | 3      | 265             |
| 6 | Frankreich             | 1    | 0      | 0      | 253             |
| 7 | Vereinigtes Königreich | 0    | 0      | 2      | 251             |